# Sicarius (genre)
Genre
Synonymes
- Thomisoides Nicolet, 1849
- Sicarioides F. O. Pickard-Cambridge, 1899

Sicarius est un genre d'araignées aranéomorphes de la famille des Sicariidae.

## Distribution
Les espèces de ce genre se rencontrent en Amérique du Sud et en Amérique centrale.

## Liste des espèces
Selon World Spider Catalog (version 18.0, 27/03/2017) :
- Sicarius andinus Magalhães, Brescovit & Santos, 2017
- Sicarius boliviensis Magalhães, Brescovit & Santos, 2017
- Sicarius cariri Magalhães, Brescovit & Santos, 2013
- Sicarius crustosus (Nicolet, 1849)
- Sicarius diadorim Magalhães, Brescovit & Santos, 2013
- Sicarius fumosus (Nicolet, 1849)
- Sicarius gracilis (Keyserling, 1880)
- Sicarius jequitinhonha Magalhães, Brescovit & Santos, 2017
- Sicarius lanuginosus (Nicolet, 1849)
- Sicarius levii Magalhães, Brescovit & Santos, 2017
- Sicarius mapuche Magalhães, Brescovit & Santos, 2017
- Sicarius ornatus Magalhães, Brescovit & Santos, 2013
- Sicarius peruensis (Keyserling, 1880)
- Sicarius rugosus (F. O. Pickard-Cambridge, 1899)
- Sicarius rupestris (Holmberg, 1881)
- Sicarius saci Magalhães, Brescovit & Santos, 2017
- Sicarius thomisoides Walckenaer, 1847
- Sicarius tropicus (Mello-Leitão, 1936)
- Sicarius utriformis (Butler, 1877)
- Sicarius vallenato Cala-Riquelme, Gutiérrez-Estrada, Flórez-Daza & Agnarsson, 2017
- Sicarius yurensis Strand, 1908

## Publication originale
- Walckenaer, 1847 : Histoire naturelles des Insectes. Aptères. Paris, vol. 4, p. 365-564.